# ФК Каркету (Дили)
„Каркету“ е футболен клуб от Дили, Източен Тимор. Отборът играе в Лига Футебол Амадора, състезавайки се в най-високата дивизия Primeira Divisão от създаването си през 2016 г.
Клубът е основан през 2015 г. Неговият отбор играе в „Лига Футебол Амадора“, шампион е за 2017 и 2018 г..

## История
Каркату е млад клуб, създаден преди 3 години. Успехите на тима идват под ръководството на Юрий Аркан. Роден в Кишинев, неговата игрова кариера преминава основно в съветски и молдовски отбори. През 2016 г. застава начело на клуба.
В първото издание нна обновения шампионат на Източен Тимор се включват 9 отбора от столицата и един от столичното предградие Лаулара. „Каркету“ остава на второ място, а титлата е спечелена от „Шпорт Лаулара е Бенфика“ благодарение само на 4 вкарани гола повече. Голмайстор с 10 попадения в 14 мача е индонезиецът от „Каркату“ - Патрих Уанагай.
През 2017 г. „Каркату“ вече е на върха. Титлата в Първа дивизия на Източен Тимор е спечелена с 3 т. пред втория „Понта Леще“. Столичните „гълъби на мира“ постигат впечатляващи резултати, като регистрират най-голямата домакинска победа (9:1 над „Какусан“), най-голямата победа на чужд терен (10:1 срещу „Порто Тайбесе“), най-резултатен мач (победа с 10:3 над „Забра Баукау“). На „Каркету“ принадлежат и рекордите за най-дълга поредица победи - 8 и серията без загуби - 11 срещи. Голмайстор на Първа дивизия е отново футболист на „зелено-белите“ - бразилецът Енрике де Консейсао, известен повече като „Тинга“, с 13 попадения.
„Каркату“ печели и Суперкупата на Източен Тимор. Във финалния двубой „гълъбите на мира“ надиграват с 4:0 втородивизионния „Атлетико Ултрамар (Мануфахи)“, който сензационно е взел националния трофей.
През настоящата 2018 г. „Каркету“ остаа с второ сребро, докато първенец е нов „португалски“ тим. Известен преди като „Карсае Футбол Клубе“, актуалният шампион на Източен Тимор носи името „Боависта“.

## Етимилогия и символика
Логото е в клубните цветове. Централно място в целено-бял кръг заема гълъб с футболна топка. Символиката идва от прозвището на столицата Дили, позната като Град на мира. В долната част на емблемата е изписана годината на основаване, а в горната стои стилизирано изображение на традиционни източнотиморски жилища – Ума Лулик. Те принадлежат на етноса Фаталуку и представляват фамилни бамбукови къщи, издигнати на колове. По време на индонезийската окупация множество от тези къщи са разрушени. След обявавенето на независимостта на Източен Тимор през 2002 г. традиционните домове започват да се възобновяват и дори модернизират.

## Успехи
Лига Футебол Амадора:
- Шампион (1): 2017
  -  Сребърен медал (2): 2016, 2018 [2]

Суперкупа:
- Носител (1): 2016

Taça 12 de Novembro (Купа на Източен Тимор):
- Трети кръг: 2016

## Известни треньори
- Юрий Аркан